# Аль-Калкашанди
Аль-Калкаша́нди (араб. القلقشندي‎; 1355, Каркашанда, Кальюбия — 16 июля 1418, Каир) — учёный-энциклопедист, математик, правовед и чиновник Мамлюкского султаната.

## Биография
Аль-Калкашанди по происхождению был арабом, родился в 1355 году в селении Калкашанда в дельте Нила (ныне — Каркашанда в мухафазе Кальюбия). В источниках фигурируют различные варианты написания его полного имени, в его главном труде «Субх аль-а’ша» используется имя «Абу-ль-Аббас Ахмад аль-Калкашанди» (араб. أبو العباس أحمد القلقشندي‎). Был последователем шафиитской школы исламского права, в юности обучался в Александрии у известного учёного Ибн аль-Мулаккина. Известный своей набожностью и благочестием, Аль-Калкашанди был блестящим знатоком литературы, правоведения и других наук.
Вначале аль-Калкашанди служил заместителем шариатского судьи, затем устроился в диван аль-ба’с — ведомство, которое занималось вопросами наследования. С 1389 года и до самой смерти в 1418 году занимал различные должности в канцелярии султанского суда в Каире под началом Бадр ад-Дина ибн Фадл-Аллаха аль-Умари.
Magnum opus аль-Калкашанди является последняя большая энциклопедия эпохи мамлюков — 14-томная «Субх аль-а’ша фи сина’ат аль-инша» («Заря для подслеповатого в искусстве писания»), созданная как руководство для канцеляристов-катибов. Работу над энциклопедией он начал в 1389 году и закончил в 1412, но продолжал дополнять вплоть до своей кончины в 1418 году. Энциклопедия состоит из 10 больших разделов, разных по объёму и не совпадающих с разделением по томам.
Существует сокращённый вариант «Субх аль-а’ша» под названием «Дау ас-субх аль-мусфир ва джани ад-даух аль-мусмир», составленный самим автором. Помимо «Субх…» Аль-Калкашанди написал ряд других трудов на различные темы: «аль-Гуюс аль-хавами» по шафиитскому праву, «Нихаят аль-араб» и «Калаид аль-джуман» о генеалогии арабских племён, «Маасир аль-инафа» об истории халифата. Также его перу принадлежат «Руководство по счёту в уме» и ряд других руководств по арифметике и алгебре, в том числе в стихах.